# Bolero Việt Nam
Bolero Việt Nam là một điệu nhạc có nguồn gốc từ Tây Ban Nha, du nhập sang Mỹ Latinh rồi du nhập vào Việt Nam khoảng đầu thập niên 1950. Điệu Bolero được sử dụng phổ biến nhất trong các bài nhạc vàng tại miền Nam Việt Nam.

## Đặc điểm
Điệu Bolero trên thế giới được các nhạc sĩ áp dụng sáng tác trong cả nhạc cổ điển lẫn nhạc đại chúng/nhạc nhẹ.
Ở Việt Nam, nó thường được áp dụng sáng tác cho nhạc nhẹ. Đặc trưng của Bolero khi vào Việt Nam được Việt hóa, nó rất hợp với lối nói phát âm của người Việt, đặc trưng hát theo kiểu truyền thống, ngân rung đổ hột, làm cho bài hát vừa dễ hát vừa dễ thuộc. Ngoài ra nó còn rất hợp với chất cải lương, để hát tân cổ giao duyên.
Đặc điểm quan trọng của những bài hát viết bằng điệu Bolero Việt Nam là:
1. Nhiều bài hát mang đậm chất dân ca Nam Bộ, rất ít ca khúc thính phòng hoặc nhạc nhẹ không có chất dân gian
2. Giai điệu cấu trúc đơn giản, tiết tấu đều đều, chậm, thường là nhịp 4/4, ít biến đổi nhịp, ít quãng cao, dễ hát, khi hát thường luyến láy, cho mềm mại và mùi mẫn
3. Lời ca bình dân, có nhiều vần và dễ thuộc, dễ nhớ

Các đặc điểm khác như tính quần chúng, tính khái quát, tính tự sự, tính buồn cũng thường thấy, nhưng không phải đặc trưng.
Bolero Việt Nam không chỉ có trong nhạc vàng, mà cũng xuất hiện ở các thể loại khác. Vài sáng tác của một số nhạc sĩ nhạc đỏ như Thế Hiển, Trần Hoàn, Thuận Yến, Vũ Hoàng... là theo điệu Bolero, ví dụ Miền Trung nhớ Bác của Thuận Yến.
Sau sự kiện 30 tháng 4 năm 1975, nhạc nhẹ bị cấm đến 1979 mới được chính quyền cho sáng tác trở lại, lúc đó gọi là "ca khúc chính trị". Một số nhạc sĩ chế độ cũ lại sáng tác Bolero theo phong cách mới, như Trần Thiện Thanh với Chiếc áo bà ba, Tô Thanh Tùng với Tình cây và đất, Trúc Phương với Chín dòng sông hò hẹn... Các sáng tác này đậm chất dân ca Nam Bộ. Vài năm gần đây, xuất hiện các sáng tác theo điệu Bolero dựa trên nền ví giặm Nghệ Tĩnh. Một số bài Bolero về sau thậm chí có thể hát theo lối Bel Canto.
Ở hải ngoại, nhạc sĩ Đức Huy có một số bài Bolero chất Tây phương nhẹ nhàng, trẻ trung.

## Nguồn gốc du nhập

Ca sĩ Chế Linh biểu diễn trước 1975.